# Phare d'Arriluze
Le phare d'Arriluze est un phare situé sur à l'embouchure du Nervion dans le port de Getxo , dans la province du Biscaye (Pays basque) en Espagne.

## Histoire
Ce phare désormais inactif est le siège de la base de sauvetage maritime.
Identifiant : ARLHS : SPA315 - ex-Amirauté : D1516 .
|                            |
| Base de Sauvetage maritime |

|               |
| Port de Getxo |